# 池森賢二
池森 賢二（いけもり けんじ、1937年6月1日 - ）は、日本の実業家、エンジェル投資家。ファンケル創業者で、同社代表取締役社長や、代表取締役会長ファウンダー、日本通信販売協会会長等を歴任した。

## 人物・経歴
三重県宇治山田市（現伊勢市）で東洋紡績技術者の次男として生まれる。産業能率短期大学中退後、1959年小田原瓦斯入社。1973年小田原瓦斯退社。1980年無添加化粧品事業を創業。1981年ファンケル設立、同社代表取締役社長。1999年東京証券取引所第一部上場。2003年ファンケル代表取締役会長。2004年ファンケル取締役会長。2005年ファンケル名誉会長。2013年ファンケル代表取締役会長執行役員。2017年ファンケル代表取締役会長執行役員ファウンダー。2018年に池森ベンチャーサポートを設立するなどエンジェル投資家としても活動。2019年ファンケル代表取締役会長を退任。2020年ファンケル名誉相談役 ファウンダー。2021年神奈川文化賞受賞。この間、日本通信販売協会会長等も歴任した。宮島和美は義弟。

## テレビ番組
- 日経スペシャル カンブリア宮殿（テレビ東京）
  - 「あきらめるのはまだ早い ～成功のカギはすぐそばに！～」（2007年5月21日）- ファンケル名誉会長として出演[9]。
  - 「元気すぎる創業者 大逆転SP」 ～引退からの挑戦！なぜ奇跡は起きたのか？～（2019年12月19日）- ファンケル創業者として出演[10]。

## 著書
- 『社長から社員への手紙』（2003年3月3日、飛鳥新社）ISBN 9784870315419
- 『優しさと感動のこだま ある企業の軌跡』（2005年7月1日、講談社）ISBN 9784062130493
- 『物事は単純に考えよう』（2014年4月24日、PHP研究所）ISBN 9784569818429
- 『企業存続のために知っておいてほしいこと』（2019年6月8日、PHP研究所）ISBN 9784569845029